# دليتسش
دليتزش (بالألمانية: Delitzsch) هي بلدة ألمانية و Grosse Kreisstadt تقع في ألمانيا في ساكسونيا.  يقدر عدد سكانها بـ 26,344 نسمة .

## المدن التوأمة
مدن فريدريشسهافن، مونهايم آم راين و اوسترو ولكوبوليسكي هي مدن توأمة لـدليتزش.

## أعلام
- برنهارد فورستر
- هيلموت تيودور شراير
- هانس ويبر
- سيغفريد ميهنيرت
- كريستيان غوتفريد إهرنبرغ